# Enter the Wu-Tang (36 Chambers)
Enter the Wu-Tang (36 Chambers) is het debuutalbum van de Wu-Tang Clan. Het werd uitgebracht op 9 november 1993 op het Loud Records-label en gedistribueerd door RCA. De titel van het album komt van de kung-fu-film The 36th Chamber of Shaolin. In 2003 kreeg het album plaats 386 in de The 500 Greatest Albums of All Time van muziektijdschrift Rolling Stone. De nummers Protect Ya Neck, Method Man, C.R.E.A.M. en Can It Be All So Simple werden als singles uitgebracht.

## Tracklist
| Track # | Song Name                            | Track Time |
| ------- | ------------------------------------ | ---------- |
| 01      | Bring Da Ruckus                      | 04:10      |
| 02      | Shame On A Nigga                     | 02:57      |
| 03      | Clan In Da Front                     | 04:33      |
| 04      | Wu-Tang: 7th Chamber                 | 06:05      |
| 05      | Can It Be All So Simple              | 06:53      |
|         | Intermission                         |            |
| 06      | Da Mystery Of Chessboxin'            | 04:48      |
| 07      | Wu-Tang Clan Ain't Nuthing Ta F' Wit | 03:36      |
| 08      | C.R.E.A.M.                           | 04:12      |
| 09      | Method Man                           | 05:50      |
| 10      | Protect Ya Neck                      | 04:52      |
| 11      | Tearz                                | 04:17      |
| 12      | Wu-Tang: 7th Chamber - PartII        | 06:10      |
|         | Conclusion                           |            |